# R20 Regions of Climate Action
R20 Regions of Climate Action ist eine nichtstaatliche (NGO) und Non-Profit-Organisation, die 2010 von Arnold Schwarzenegger in Kooperation mit den Vereinten Nationen gegründet worden ist.

## Überblick
Die Initiative hat sich zum Ziel gesetzt, mit dem Klimaschutz dort anzusetzen, wo schon jetzt viel passiert: in den Regionen, bei lokalen Projekten, im städtischen Bereich oder bei Unternehmen.
R20, die ihren Sitz in Genf haben, möchten demnach Staaten, Regionen und Initiativen auf der ganzen Welt dabei unterstützen, ihre Projekte und Best-Practice-Beispiele zu entwickeln und einer breiten Öffentlichkeit zugänglich zu machen.

## Vorstand

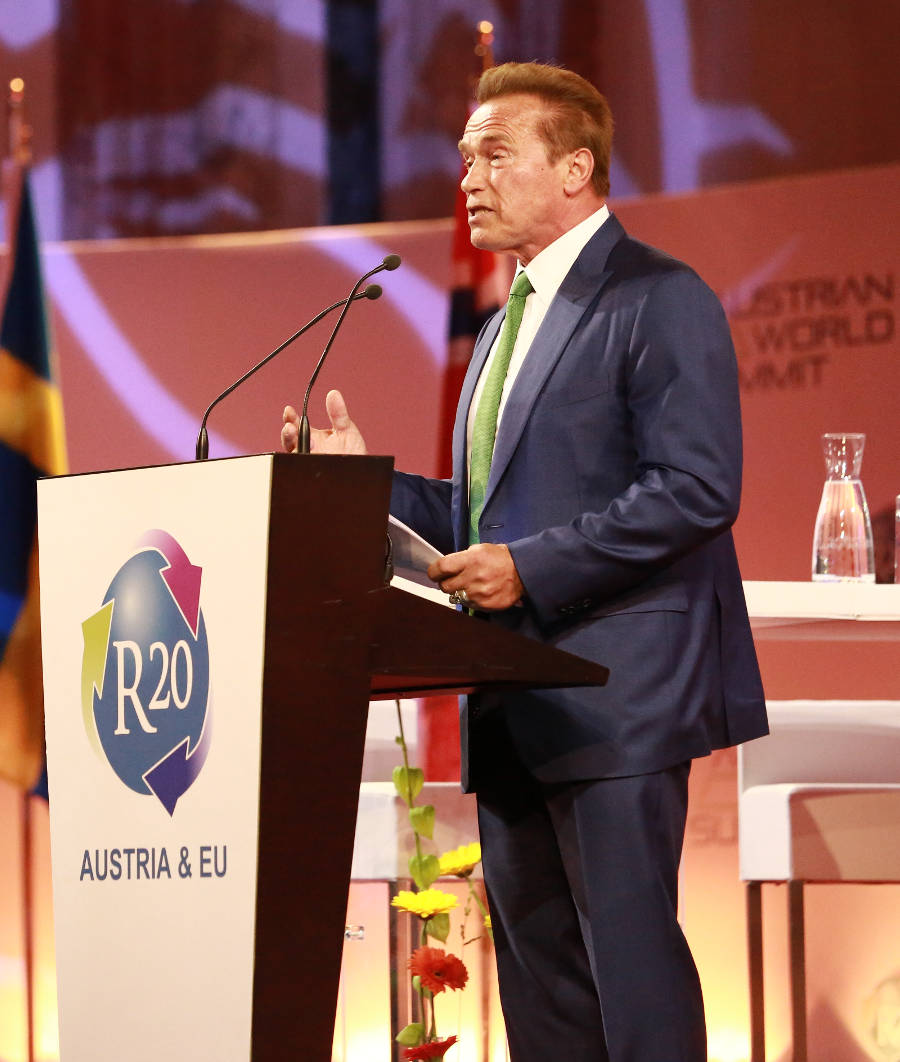
R20-Gründer Arnold Schwarzenegger spricht am R20 AUSTRIAN WORLD SUMMIT 2017

Arnold Schwarzenegger ist der Gründer der Organisation, Michèle Sabban die aktuelle Präsidentin, der Franzose Christophe Nuttall Geschäftsführer und der US-Amerikaner Terry Tamminen strategischer Berater des Vorstandes. Ein Board of Directors wacht über die Stiftungsaktivitäten und bündelt hier die Investitionen gemeinsam mit der Leonardo DiCaprio Foundation.

## Organisation
Mittlerweile zählen bereits 25 Mitglieder und 43 Partner sowie 2 nationale Regierungen zur R20-Initiative. Dadurch sind bereits insgesamt 560 sub-nationale und regionale Regierungen weltweit miteinander vernetzt.
Die R20-Initiative verfolgt das Ziel, Regionen durch neue „Green Jobs“ wirtschaftlich zu stärken und gleichzeitig die Umwelt durch die Reduktion des Energieverbrauchs und der Treibhausgase zu verbessern. Diese lokalen und regionalen Ansätze sollen dabei helfen, die gemeinsamen globalen Ziele zum Klimaschutz und zur Förderung einer Grünen Wirtschaft zu erreichen.

## Projekte
Die Bottom-up-Philosophie ermöglicht es mit dem Know-how von Experten und Unternehmen der R20-Initiative regional angepasste Projekte zu entwickeln und umzusetzen. Diese können dann langfristig von zuständigen Entscheidungsträgern vor Ort durchgeführt werden. Vorrangige Projekte befassen sich mit umweltfreundlichem öffentlichen Verkehr, energieeffizienten Baustandards, LED-Straßenbeleuchtung, erneuerbaren Energien im kleinen Maßstab sowie der Nutzung von Müll und Klärschlamm zur Energiegewinnung.
Zur Umsetzung dieser Projekte bietet R20 seinen Mitgliedern folgende Programme an: Regions in action, Technologies in action und Finance in action. Dabei werden Best-practice-Erfahrungen ausgetauscht, technische Schulungen und Beratungen sowie Kommunikationsmaßnahmen durchgeführt.
Im Zusammenschluss mit der Leonardo DiCaprio Foundation sollen nunmehr weltweit 100 Projekte mit einem Volumen von 2,5 Milliarden US-Dollar angegangen werden.
Am 26. September 2017 unterzeichneten auf Initiative des deutschen Board Members Andreas Mattner der Hamburger Senat sowie der Cluster Erneuerbare Energien Hamburg die erste Vereinbarung in Deutschland. Im Kern geht es darum, dass die Vertragspartner in Schwellenländern aussichts- und ertragreiche Windenergieprojekte umsetzen. Zudem erhofft Hamburg sich die Umsetzung von millionenschweren Stiftungsprojekten in der Stadt.

## Periodische Veranstaltungen
Zum Wissens- und Erfahrungsaustausch der R20-Mitglieder wird unter Miteinbeziehung von wichtigen Entscheidungsträgern und Multiplikatoren eine jährliche Konferenz veranstaltet. Im März 2012 wurde die erste dieser Konferenzen mit dem Titel „The Road to Rio: Regions building the Green Economy“ in Genf abgehalten.
Unter dem Motto „Implementing the Sustainable Energy Future“ fand von 31. Januar bis 1. Februar 2013 eine Konferenz in Wien statt. Zwei Tage lang tauschten sich hochrangige Experten und Entscheidungsträger gemeinsam mit den Mitgliedern von R20 über die Energiewende, Green Economy und Innovative Financing aus. Redner auf der Konferenz waren unter anderem der österreichische Bundeskanzler Werner Faymann, der damalige EU-Kommissionspräsidenten José Manuel Barroso, der Generaldirektor der UN-Sonderorganisation UNIDO Kandeh K. Yumkella und R20-Gründer Arnold Schwarzenegger.
Von 9. bis 10. Oktober 2014 hat eine weitere Konferenz mit dem Titel „Regions - The Key Actors for Energy Turnaround“ in der Wiener Hofburg stattgefunden. Anhand von Best-Practice-Beispielen aus Modellregionen sollen unter anderem unterschiedliche Initiativen und Ansätze zu den Themen Nachhaltige Entwicklung, Energiewende und Klimaschutz aufgezeigt werden.
Am 20. Juni 2017 feierte die Klimaschutzkonferenz Austrian World Summit unter dem Ehrenschutz des österreichischen Bundespräsidenten Alexander Van der Bellen und mit Gastgeber Arnold Schwarzenegger seine Premiere in der Wiener Hofburg. Wichtige Persönlichkeiten wie Laurent Fabius, der Vorsitzende der Pariser Klimakonferenz 2015 und Architekt des Pariser Klimaabkommens, Patricia Espinosa (Generalsekretärin der Klimarahmenkonvention der Vereinten Nationen), Li Yong (Generaldirektor der UNIDO), Erik Solheim (Direktor des UNEP), oder auch Maria Neira (Direktorin für Gesundheit und Umwelt bei der Weltgesundheitsorganisation, WHO) nahmen an der Veranstaltung teil. Seit 2017 findet der Austrian World Summit einmal jährlich in Wien statt und soll so eine globale Plattform für internationale Best-Practice-Beispiele zur Erreichung der Pariser Klimaziele und der UN-Nachhaltigkeitsziele bieten. Am 20. Oktober 2019 wurde dem Austrian World Summit der Europäische Kulturpreis Taurus verliehen.
2019 wurde die Konferenz erstmals um die Open-Air-Informations- und Unterhaltungsveranstaltung Climate Kirtag erweitert, in deren Rahmen unter anderem die Klimaschutzaktivistin Greta Thunberg und Conchita Wurst auf dem Wiener Heldenplatz für mehr Klimaschutz appellierten.